# Danh sách cầu thủ tham dự giải vô địch bóng đá U-17 châu Âu 2012
Giải vô địch bóng đá U-17 châu Âu 2012 là một giải thi đấu bóng đá U-17 quốc tế tổ chức ở Slovenia từ 4 tháng 5 đến 16 tháng 5 năm 2011. 8 đội tham gia phải đăng ký đội hình 18 cầu thủ; chỉ có các cầu thủ trong đội hình được phép tham gia giải đấu.
Trước khi giải khởi tranh, ủy ban UEFA cung cấp cho tất cả các đội tham gia đơn đăng ký 18 cầu thủ tham gia giải đấu. Hai trong 18 cầu thủ phải là thủ môn.
Bất cứ thủ môn bị chấn thương hoặc ốm nào hay tối đa 2 cầu thủ bị chấn thương hoặc ốm có thể thay thế dựa vào bằng chứng y khoa và được chấp thuận bởi bác sĩ UEFA làm việc tại giải đấu. Các cầu thủ bị thay không thể thi đấu được nữa.
18 cầu thủ phải mang áo số từ 1 đến 23. Không có nhiều hơn 1 cầu thủ mang áo cùng một số tại giải đấu. Trong tất cả các trận đấu trong giải, các cầu thủ phải mang áo đúng với danh sách 18 người đã đăng ký.
Cầu thủ in đậm đã từng thi đấu cho đội tuyển quốc gia.

## Bảng A

### Pháp
Huấn luyện viên:  Jean-Claude Giuntini
| Số | Vt | Cầu thủ                  | Ngày sinh (tuổi)            | Số trận | Câu lạc bộ          |
| -- | -- | ------------------------ | --------------------------- | ------- | ------------------- |
| 1  | TM | Mike Maignan (c)         | 3 tháng 7, 1995 (16 tuổi)   | 9       | Paris Saint-Germain |
| 2  | HV | Yarouba Cissako          | 8 tháng 1, 1995 (17 tuổi)   | 8       | Monaco              |
| 3  | HV | Rémi Walter              | 26 tháng 4, 1995 (17 tuổi)  | 6       | Nancy               |
| 4  | HV | Brian Landini            | 1 tháng 1, 1995 (17 tuổi)   | 8       | Le Havre            |
| 5  | HV | Clément Lenglet          | 17 tháng 6, 1995 (16 tuổi)  | 11      | Lyon                |
| 6  | TV | Seko Fofana              | 7 tháng 5, 1995 (16 tuổi)   | 9       | Lorient             |
| 7  | TV | Corentin Jean            | 15 tháng 7, 1995 (16 tuổi)  | 9       | Troyes              |
| 8  | HV | Franck-Yves Bambock      | 7 tháng 4, 1995 (17 tuổi)   | 6       | Paris Saint-Germain |
| 9  | TĐ | Wesley Saïd              | 19 tháng 4, 1995 (17 tuổi)  | 5       | Rennes              |
| 10 | TV | Mohamed Chemlal          | 8 tháng 2, 1995 (17 tuổi)   | 6       | Caen                |
| 11 | TĐ | Hervin Ongenda           | 24 tháng 6, 1995 (16 tuổi)  | 6       | Paris Saint-Germain |
| 12 | TV | Thomas Lemar             | 12 tháng 11, 1995 (16 tuổi) | 10      | Caen                |
| 13 | HV | Louis Nganioni           | 3 tháng 6, 1995 (16 tuổi)   | 6       | Lyon                |
| 14 | TĐ | Anthony Martial          | 5 tháng 12, 1995 (16 tuổi)  | 11      | Lyon                |
| 15 | HV | Jean-Charles Castelletto | 26 tháng 1, 1995 (17 tuổi)  | 7       | Auxerre             |
| 16 | TM | Axel Kacou               | 1 tháng 8, 1995 (16 tuổi)   | 0       | Saint-Étienne       |
| 17 | TV | Zakarie Labidi           | 8 tháng 2, 1995 (17 tuổi)   | 10      | Lyon                |
| 18 | TV | Jonathan Mexique         | 10 tháng 3, 1995 (17 tuổi)  | 6       | Le Mans             |

### Iceland
Huấn luyện viên:  Gunnar Gudmundsson
| Số | Vt | Cầu thủ                    | Ngày sinh (tuổi)            | Số trận | Câu lạc bộ        |
| -- | -- | -------------------------- | --------------------------- | ------- | ----------------- |
| 1  | TM | Rúnar Alex Rúnarsson       | 18 tháng 2, 1995 (17 tuổi)  | —       | KR Reykjavík      |
| 2  | HV | Adam Örn Arnarson          | 27 tháng 8, 1995 (16 tuổi)  | —       | Breiðablik        |
| 3  | HV | Ósvald Traustason          | 22 tháng 10, 1995 (16 tuổi) | —       | Breiðablik        |
| 4  | TV | Orri Sigurdur Ómarsson     | 18 tháng 2, 1995 (17 tuổi)  | —       | Aarhus GF         |
| 5  | HV | Hjörtur Hermannsson        | 8 tháng 2, 1995 (17 tuổi)   | —       | Fylkir Reykjavik  |
| 6  | TV | Emil Ásmundsson            | 8 tháng 1, 1995 (17 tuổi)   | —       | Fylkir Reykjavik  |
| 7  | TV | Ævar Jóhannesson           | 31 tháng 1, 1995 (17 tuổi)  | —       | KA Akureyri       |
| 8  | TV | Oliver Sigurjónsson        | 3 tháng 3, 1995 (17 tuổi)   | —       | Aarhus GF         |
| 9  | TĐ | Stefán Þór Pálsson         | 31 tháng 5, 1995 (16 tuổi)  | —       | Breiðablik        |
| 10 | TV | Kristján Flóki Finnbogason | 12 tháng 1, 1995 (17 tuổi)  | —       | FH Hafnarfjörður  |
| 11 | TV | Páll Þorsteinsson          | 30 tháng 10, 1995 (16 tuổi) | —       | Breiðablik        |
| 12 | TM | Fannar Hafsteinsson        | 30 tháng 6, 1995 (16 tuổi)  | —       | KA Akureyri       |
| 13 | TĐ | Gunnlaugur Birgisson       | 4 tháng 6, 1995 (16 tuổi)   | —       | Breiðablik        |
| 14 | HV | Ingiberg Jónsson           | 3 tháng 3, 1995 (17 tuổi)   | —       | Breiðablik        |
| 15 | TV | Aron Heiðdal               | 30 tháng 1, 1995 (17 tuổi)  | —       | Stjarnan          |
| 16 | TV | Sindri Björnsson           | 29 tháng 3, 1995 (17 tuổi)  | —       | Leiknir Reykjavík |
| 17 | TĐ | Elías Már Ómarsson         | 18 tháng 1, 1995 (17 tuổi)  | —       | Keflavík          |
| 18 | HV | Daði Bergsson              | 11 tháng 3, 1995 (17 tuổi)  | —       | Throttur          |

### Gruzia
Huấn luyện viên:  Vasil Maisuradze
| Số | Vt | Cầu thủ                | Ngày sinh (tuổi)            | Số trận | Câu lạc bộ         |
| -- | -- | ---------------------- | --------------------------- | ------- | ------------------ |
| 1  | TM | Aleksandre Adamia      | 9 tháng 4, 1995 (17 tuổi)   | —       | Metalurgi Rustavi  |
| 2  | TV | Otar Kakabadze         | 27 tháng 6, 1995 (16 tuổi)  | —       | Dinamo Tbilisi     |
| 3  | HV | Lasha Dvali            | 14 tháng 5, 1995 (16 tuổi)  | —       | Metalurgi Rustavi  |
| 4  | HV | Nika Tchanturia        | 19 tháng 1, 1995 (17 tuổi)  | —       | Lokomotivi Tbilisi |
| 5  | HV | Giga Samkharadze       | 28 tháng 4, 1995 (17 tuổi)  | —       | Dinamo Tbilisi     |
| 6  | TV | Chiaber Chechelashvili | 10 tháng 10, 1995 (16 tuổi) | —       | Dinamo Tbilisi     |
| 7  | TV | Giorgi Aburjania       | 31 tháng 1, 1995 (17 tuổi)  | —       | Metalurgi Rustavi  |
| 8  | TV | Giorgi Papunashvili    | 2 tháng 9, 1995 (16 tuổi)   | —       | Dinamo Tbilisi     |
| 9  | TĐ | Vano Tsilosani         | 9 tháng 11, 1995 (16 tuổi)  | —       | Dinamo Tbilisi     |
| 10 | TV | Nika Akhvlediani       | 20 tháng 5, 1995 (16 tuổi)  | —       | Baia Zugdidi       |
| 11 | TĐ | Dato Dartsimelia       | 28 tháng 1, 1995 (17 tuổi)  | —       | Lokomotivi Tbilisi |
| 12 | TM | Nika Shermadini        | 8 tháng 1, 1995 (17 tuổi)   | —       | Metalurgi Rustavi  |
| 13 | TV | Mate Tsintsadze        | 7 tháng 1, 1995 (17 tuổi)   | —       | Lokomotivi Tbilisi |
| 14 | TĐ | Davit Jikia            | 10 tháng 1, 1995 (17 tuổi)  | —       | Lokomotivi Tbilisi |
| 15 | TĐ | Aleko Mzevashvili      | 10 tháng 3, 1995 (17 tuổi)  | —       | Lokomotivi Tbilisi |
| 16 | HV | Giorgi Gabadze         | 2 tháng 3, 1995 (17 tuổi)   | —       | Lokomotivi Tbilisi |
| 17 | TV | Archil Meshki          | 2 tháng 11, 1995 (16 tuổi)  | —       | Dinamo Tbilisi     |
| 18 | HV | Giorgi Gorozia         | 26 tháng 3, 1995 (17 tuổi)  | —       | Lokomotivi Tbilisi |

### Đức
Huấn luyện viên:  Stefan Böger
| Số | Vt | Cầu thủ            | Ngày sinh (tuổi)            | Số trận | Câu lạc bộ               |
| -- | -- | ------------------ | --------------------------- | ------- | ------------------------ |
| 1  | TM | Oliver Schnitzler  | 13 tháng 10, 1995 (16 tuổi) | 11      | Bayer Leverkusen         |
| 2  | HV | Pascal Itter       | 3 tháng 4, 1995 (17 tuổi)   | 14      | 1. FC Nürnberg           |
| 3  | HV | Jeremy Dudziak     | 28 tháng 8, 1995 (16 tuổi)  | 13      | Borussia Dortmund        |
| 4  | HV | Marian Sarr        | 30 tháng 1, 1995 (17 tuổi)  | 12      | Bayer Leverkusen         |
| 5  | HV | Niklas Süle        | 3 tháng 9, 1995 (16 tuổi)   | 13      | 1899 Hoffenheim          |
| 6  | TV | Nico Brandenburger | 17 tháng 1, 1995 (17 tuổi)  | 9       | Borussia Mönchengladbach |
| 7  | TĐ | Julian Brandt      | 2 tháng 5, 1996 (16 tuổi)   | 4       | VfL Wolfsburg            |
| 8  | TV | Leon Goretzka (c)  | 6 tháng 2, 1995 (17 tuổi)   | 13      | VfL Bochum               |
| 9  | TĐ | Said Benkarit      | 12 tháng 1, 1995 (17 tuổi)  | 13      | Borussia Dortmund        |
| 10 | TV | Max Meyer          | 18 tháng 9, 1995 (16 tuổi)  | 13      | Schalke 04               |
| 11 | TV | Maximilian Dittgen | 3 tháng 3, 1995 (17 tuổi)   | 12      | Schalke 04               |
| 12 | TM | Marvin Schwäbe     | 25 tháng 4, 1995 (17 tuổi)  | 6       | Eintracht Frankfurt      |
| 14 | HV | Marc-Oliver Kempf  | 28 tháng 1, 1995 (17 tuổi)  | 9       | Eintracht Frankfurt      |
| 15 | HV | Kevin Akpoguma     | 19 tháng 4, 1995 (17 tuổi)  | 12      | Karlsruher SC            |
| 16 | TV | Niklas Stark       | 14 tháng 4, 1995 (17 tuổi)  | 2       | 1. FC Nürnberg           |
| 19 | TĐ | Timo Werner        | 6 tháng 3, 1996 (16 tuổi)   | 1       | VfB Stuttgart            |
| 20 | TV | Marc Stendera      | 10 tháng 12, 1995 (16 tuổi) | 1       | Eintracht Frankfurt      |
| 22 | TĐ | Felix Lohkemper    | 26 tháng 1, 1995 (17 tuổi)  | 7       | VfB Stuttgart            |

## Bảng B

### Slovenia
Huấn luyện viên: Miloš Kostič
| Số | Vt | Cầu thủ           | Ngày sinh (tuổi)            | Số trận | Câu lạc bộ          |
| -- | -- | ----------------- | --------------------------- | ------- | ------------------- |
| 1  | TM | Gregor Zabret     | 18 tháng 8, 1995 (16 tuổi)  | —       | Domžale             |
| 2  | HV | Dino Paljušic     | 21 tháng 4, 1995 (17 tuổi)  | —       | NK Zagreb           |
| 3  | HV | Simon Hvastija    | 23 tháng 7, 1995 (16 tuổi)  | —       | Interblock          |
| 4  | TV | Daniel Vujčić     | 12 tháng 4, 1995 (17 tuổi)  | —       | Maribor             |
| 5  | HV | Emir Dautović     | 5 tháng 2, 1995 (17 tuổi)   | —       | Maribor             |
| 6  | HV | Damjan Vuklišević | 28 tháng 6, 1995 (16 tuổi)  | —       | Maribor             |
| 7  | TĐ | Roy Rudonja       | 26 tháng 1, 1995 (17 tuổi)  | —       | Sheffield Wednesday |
| 8  | TV | Dino Hotić        | 26 tháng 7, 1995 (16 tuổi)  | —       | Maribor             |
| 9  | TĐ | Bian Paul Šauperl | 15 tháng 4, 1995 (17 tuổi)  | —       | Maribor             |
| 10 | TV | Sven Dodlek       | 28 tháng 9, 1995 (16 tuổi)  | —       | Maribor             |
| 11 | TĐ | Maks Barišič      | 6 tháng 3, 1995 (17 tuổi)   | —       | Koper               |
| 12 | TM | Zoki Cvetkovič    | 2 tháng 8, 1995 (16 tuổi)   | —       |                     |
| 13 | TĐ | Luka Zahović      | 15 tháng 11, 1995 (16 tuổi) | —       | Maribor             |
| 14 | HV | Tilen Klemenčič   | 21 tháng 8, 1995 (16 tuổi)  | —       | Triglav Kranj       |
| 15 | TV | Domen Črnigoj     | 18 tháng 11, 1995 (16 tuổi) | —       | Koper               |
| 16 | TV | Bine Kavčič       | 14 tháng 1, 1995 (17 tuổi)  | —       | Gorica              |
| 17 | TV | Domen Rupnik      | 5 tháng 4, 1995 (17 tuổi)   | —       | Interblock          |
| 18 | TV | Petar Stojanović  | 7 tháng 10, 1995 (16 tuổi)  | —       | Maribor             |

### Hà Lan
Huấn luyện viên: Albert Stuivenberg
| Số | Vt | Cầu thủ               | Ngày sinh (tuổi)            | Số trận | Câu lạc bộ |
| -- | -- | --------------------- | --------------------------- | ------- | ---------- |
| 1  | TM | Nick Olij             | 1 tháng 8, 1995 (16 tuổi)   | —       | AZ         |
| 2  | HV | Djavan Anderson       | 21 tháng 4, 1995 (17 tuổi)  | —       | Ajax       |
| 3  | HV | Riechedly Bazoer      | 12 tháng 10, 1996 (15 tuổi) | —       | PSV        |
| 4  | HV | Jorrit Hendrix        | 6 tháng 2, 1995 (17 tuổi)   | —       | PSV        |
| 5  | HV | Joris Voest           | 8 tháng 1, 1995 (17 tuổi)   | —       | Heerenveen |
| 6  | HV | Thom Haye             | 9 tháng 2, 1995 (17 tuổi)   | —       | AZ         |
| 7  | TĐ | Elton Acolatse        | 25 tháng 7, 1995 (16 tuổi)  | —       | Ajax       |
| 8  | HV | Nathan Aké (c)        | 18 tháng 2, 1995 (17 tuổi)  | —       | Chelsea    |
| 9  | TV | Rai Vloet             | 8 tháng 5, 1995 (16 tuổi)   | —       | PSV        |
| 10 | TV | Tonny Vilhena         | 3 tháng 1, 1995 (17 tuổi)   | —       | Feyenoord  |
| 11 | TĐ | Jeroen Lumu           | 27 tháng 5, 1995 (16 tuổi)  | —       | Willem II  |
| 12 | HV | Bram van Vlerken      | 7 tháng 10, 1995 (16 tuổi)  | —       | PSV        |
| 13 | HV | Sandy Walsh           | 14 tháng 3, 1995 (17 tuổi)  | —       | Genk       |
| 14 | TV | Branco van den Boomen | 21 tháng 7, 1995 (16 tuổi)  | —       | Ajax       |
| 15 | TV | Pascal Huser          | 17 tháng 4, 1995 (17 tuổi)  | —       | Heerenveen |
| 16 | TM | Mike Havekotte        | 12 tháng 9, 1995 (16 tuổi)  | —       | Utrecht    |
| 17 | TĐ | Wouter Marinus        | 18 tháng 2, 1995 (17 tuổi)  | —       | Heerenveen |
| 18 | TĐ | Queensy Menig         | 19 tháng 8, 1995 (16 tuổi)  | —       | Ajax       |

### Ba Lan
Huấn luyện viên:  Marcin Dorna
| Số | Vt | Cầu thủ               | Ngày sinh (tuổi)            | Số trận | Câu lạc bộ     |
| -- | -- | --------------------- | --------------------------- | ------- | -------------- |
| 1  | TM | Oskar Pogorzelec      | 9 tháng 5, 1995 (16 tuổi)   |         | Legia Warsaw   |
| 2  | HV | Patryk Stępiński      | 16 tháng 1, 1995 (17 tuổi)  |         | Widzew Łódź    |
| 3  | TV | Konrad Budek          | 8 tháng 11, 1995 (16 tuổi)  |         | Polonia Warsaw |
| 4  | HV | Gracjan Horoszkiewicz | 18 tháng 3, 1995 (17 tuổi)  |         | Hertha BSC     |
| 5  | HV | Igor Łasicki          | 26 tháng 6, 1995 (16 tuổi)  |         | Zagłębie Lubin |
| 6  | TV | Karol Linetty         | 2 tháng 2, 1995 (17 tuổi)   |         | Lech Poznań    |
| 7  | HV | Piotr Azikiewicz      | 21 tháng 4, 1995 (17 tuổi)  |         | Zagłębie Lubin |
| 8  | HV | Sebastian Rudol       | 21 tháng 2, 1995 (17 tuổi)  |         | Pogoń Szczecin |
| 9  | TĐ | Mariusz Stępiński     | 12 tháng 5, 1995 (16 tuổi)  |         | Widzew Łódź    |
| 10 | TV | Adrian Cierpka        | 6 tháng 1, 1995 (17 tuổi)   |         | Lech Poznań    |
| 11 | TV | Vincent Rabiega       | 14 tháng 6, 1995 (16 tuổi)  |         | Hertha BSC     |
| 12 | TM | Aleksander Wandzel    | 12 tháng 1, 1995 (17 tuổi)  |         | Lech Poznań    |
| 13 | TV | Łukasz Żegleń         | 9 tháng 6, 1995 (16 tuổi)   |         | Gwarek Zabrze  |
| 14 | HV | Sebastian Zieleniecki | 16 tháng 2, 1995 (17 tuổi)  |         | UKS SMS Łódź   |
| 15 | TĐ | Dariusz Formella      | 21 tháng 10, 1995 (16 tuổi) |         | Arka Gdynia    |
| 16 | TĐ | Damian Kugiel         | 30 tháng 5, 1995 (16 tuổi)  |         | Lechia Gdańsk  |
| 17 | TV | Rafał Włodarczyk      | 26 tháng 1, 1995 (17 tuổi)  |         | Mazur Karczew  |
| 18 | TV | Karol Żwir            | 12 tháng 6, 1995 (16 tuổi)  |         | Stomil Olsztyn |

### Bỉ
Huấn luyện viên: Patrick Klinkenberg 
| Số | Vt | Cầu thủ                     | Ngày sinh (tuổi)            | Số trận | Câu lạc bộ          |
| -- | -- | --------------------------- | --------------------------- | ------- | ------------------- |
| 1  | TM | Lucas Pirard                | 10 tháng 3, 1995 (17 tuổi)  |         | Standard Liège      |
| 2  | HV | Sébastien Locigno           | 2 tháng 9, 1995 (16 tuổi)   |         | Standard Liège      |
| 3  | HV | Benjamin Van Den Ackerveken | 29 tháng 6, 1995 (16 tuổi)  |         | Standard Liège      |
| 4  | HV | Corentin Fiore              | 24 tháng 3, 1995 (17 tuổi)  |         | Standard Liège      |
| 5  | HV | Ali Yasar                   | 8 tháng 3, 1995 (17 tuổi)   |         | Standard Liège      |
| 6  | TV | Leander Dendoncker          | 15 tháng 4, 1995 (17 tuổi)  |         | R.S.C. Anderlecht   |
| 7  | TĐ | Erivelton                   | 17 tháng 11, 1995 (16 tuổi) |         | Genk                |
| 8  | TV | Pieter Gerkens              | 17 tháng 2, 1995 (17 tuổi)  |         | Genk                |
| 9  | TĐ | Siebe Schrijvers            | 18 tháng 7, 1996 (15 tuổi)  |         | Genk                |
| 10 | TV | Deni Milošević              | 9 tháng 3, 1995 (17 tuổi)   |         | Standard Liège      |
| 11 | TĐ | Tuur Dierckx                | 9 tháng 5, 1995 (16 tuổi)   |         | Club Brugge         |
| 12 | TM | Alexandro Craninx           | 21 tháng 10, 1995 (16 tuổi) |         | Real Madrid         |
| 13 | HV | Anthony Rivituso            | 6 tháng 1, 1995 (17 tuổi)   |         | Anderlecht          |
| 14 | HV | Frederik Spruyt             | 23 tháng 5, 1995 (16 tuổi)  |         | Genk                |
| 15 | TV | François Marquet            | 17 tháng 4, 1995 (17 tuổi)  |         | Standard Liège      |
| 16 | TĐ | Pierre Biscotti             | 6 tháng 1, 1995 (17 tuổi)   |         | Sint-Truidense      |
| 17 | TV | Muhammed Mert               | 9 tháng 2, 1995 (17 tuổi)   |         | Genk                |
| 18 | TV | Joren Dehond                | 8 tháng 8, 1995 (16 tuổi)   |         | Oud-Heverlee Leuven |